# بيدرو كوريا
بيدرو كوريا (بالبرتغالية: Pedro Guerreiro de Jesus Correia‏) هو لاعب كرة قدم برتغالي في مركز الدفاع، ولد في 27 مارس 1987 في لاغوس في نيجيريا. شارك مع منتخب البرتغال تحت 17 سنة لكرة القدم ومنتخب البرتغال تحت 18 سنة لكرة القدم ومنتخب البرتغال تحت 19 سنة لكرة القدم ومنتخب البرتغال تحت 20 سنة لكرة القدم. أما مع النوادي، فقد لعب مع راسينغ فيرول وفيتوريا دي غيماريش ونادي أولهانينسي ونادي بنفيكا ونادي فاتيما ونادي كروتوني وVitória S.C. B ‏.

## وصلات خارجية
- بيدرو كوريا على موقع الاتحاد الدولي (مؤرشف)  (الإنجليزية)
- بيدرو كوريا على موقع قاعدة بيانات كرة القدم.إي يو (الإنجليزية)
- بيدرو كوريا على موقع Soccerway.com (الإنجليزية)
- بيدرو كوريا على موقع AS.com (الإسبانية)